# Palmarès del Cruzeiro Esporte Clube
Il Cruzeiro Esporte Clube, noto come Cruzeiro, è una società polisportiva brasiliana con sede nel quartiere Barro Preto di Belo Horizonte, nel Minas Gerais. È nota principalmente per la propria sezione calcistica.
È l'unica squadra brasiliana insieme all’Atletico Mineiro a poter vantare la tripla corona, una sorta di treble nazionale, avendo vinto nello stesso anno, il 2003, il campionato brasiliano, la Coppa del Brasile e il campionato statale. A livello nazionale si è aggiudicata 40 campionati mineiri, 5 Coppe mineire e 2 Coppe del Sud-Minas, mentre a livello internazionale ha vinto 2 Coppe Libertadores, una Recopa Sudamericana, 2 Supercoppe sudamericane, una Copa Master de Supercopa e una Copa de Oro.

## Competizioni nazionali
- Campionato brasiliano: 4

1966, 2003, 2013, 2014
- Coppa del Brasile: 6

1993, 1996, 2000, 2003, 2017, 2018
- Campeonato Brasileiro Série B: 1

2022

## Competizioni statali
- Campionato Mineiro: 38

1926, 1928, 1929, 1930, 1940, 1943, 1944, 1945, 1956, 1959, 1960, 1961, 1965, 1966, 1967, 1968, 1969, 1972, 1973, 1974, 1975, 1977, 1984, 1987, 1990, 1992, 1994, 1996, 1997, 1998, 2003, 2004, 2006, 2008, 2009, 2011, 2014, 2018, 2019
- Copa Sul-Minas: 2 (record)

2001, 2002
- Copa Centro-Oeste: 1

1999
- Taça Minas Gerais: 5

1973, 1982, 1983, 1984, 1985
- Supercampeonato Mineiro: 1

2002

## Competizioni internazionali
- Coppa Libertadores: 2

1976, 1997
- Supercoppa Sudamericana: 2  (record condiviso con l'Independiente)

1991, 1992
- Recopa Sudamericana: 1

1998
- Copa de Oro: 1  (record a pari merito con Boca Juniors e Flamengo)

1995
- Copa Master: 1 (record a pari merito con il Boca Juniors)

1994

## Competizioni giovanili
- Copa São Paulo de Futebol Júnior: 1

2007
- Taça Belo Horizonte Juniores: 5

1985, 1993, 1995, 2001, 2004
- Copa Santiago di calcio giovanile: 2

2002, 2004
- Brasileirão Juniores: 3 (record)

2007, 2010, 2012
- Torneo Internazionale Città di Gradisca - Trofeo Nereo Rocco: 2

1999, 2002
- Campeonato Brasileiro Sub-20: 1

2017
- Copa do Brasil Sub-20: 1

2023
- Supercopa do Brasil Sub-20: 1

2017

## Altri piazzamenti
- Campionato brasiliano:

Secondo posto: 1969, 1974, 1975, 1998, 2010
Terzo posto: 1973, 2008
- Coppa del Brasile:

Finalista: 1998, 2014
Semifinalista: 2005, 2016, 2019
- Primeira Liga:

Semifinalista: 2017
- Copa dos Campeões:

Finalista: 2002
Semifinalista: 2001
- Campionato Mineiro:

Secondo posto: 1922, 1923, 1924, 1931, 1932, 1933, 1950, 1954, 1962, 1970, 1971, 1976, 1978, 1979, 1980, 1981, 1982, 1983, 1985, 1986, 1988, 1989, 2000, 2005, 2007, 2013, 2017, 2024
- Copa Sul-Minas:

Finalista: 2000
- Troféu Inconfidência:

Finalista: 2020
- Coppa Libertadores:

Finalista: 1977, 2009
Semifinalista: 1967, 1975
- Coppa Sudamericana:

Finalista: 2024
- Recopa Sudamericana:

Finalista: 1992, 1993
- Supercoppa Sudamericana:

Finalista: 1988, 1996
Semifinalista: 1994, 1995
- Copa de Oro:

Semifinalista: 1993
- Coppa Mercosur:

Finalista: 1998
- Coppa Intercontinentale:

Finalista: 1976, 1997
- Copa Master de Supercopa:

Finalista: 1992